# Wouter Mol
Wouter Mol (Wognum, Países Bajos, 17 de abril de 1982) es un exciclista profesional neerlandés.
El 17 de diciembre de 2013 anunció su retirada del ciclismo tras cinco temporadas como profesional y con 31 años de edad. Sin embargo volvió a ser profesional ya que el 28 de febrero de 2014 consiguió hueco en el pelotón fichando por el conjunto Veranclassic-Doltcini. En 2015 recaló en las filas del conjunto De Rijke-Shanks. Su victoria más importante fue la consecución del Tour de Catar.

## Palmarés
2007
- Gran Premio del 1 de Mayo

2008
- Gran Premio Jef Scherens

2010
- Tour de Catar

2016
- 1 etapa del An Post Rás

## Resultados en Grandes Vueltas
| Carrera | Carrera         | 2004 | 2005 | 2006 | 2007 | 2008 | 2009 | 2010 | 2011 | 2012  | 2013 | 2014 | 2015 | 2016 |
| ------- | --------------- | ---- | ---- | ---- | ---- | ---- | ---- | ---- | ---- | ----- | ---- | ---- | ---- | ---- |
|         | Giro de Italia  | —    | —    | —    | —    | —    | —    | —    | —    | —     | —    | —    | —    | —    |
|         | Tour de Francia | —    | —    | —    | —    | —    | —    | —    | —    | —     | —    | —    | —    | —    |
|         | Vuelta a España | —    | —    | —    | —    | —    | —    | —    | —    | 151.º | —    | —    | —    | —    |

—: no participa

Ab.: abandono